# 광대칼고기
광대칼고기(학명: Chitala ornata) 또는 왕관칼고기는 골설어목 칼고기과에 속하는 담수성 열대 골설어류의 일종이다. 몸길이 1m, 몸무게 5kg 정도 자랄 수 있는 대형 어류이며 야행성이다. 캄보디아·베트남·라오스·태국의 강물에서 서식하며 특히 메콩강·짜오프라야강·매끌롱강 유역에 많이 서식한다. 현재는 여타 지역에도 도입되어 여러 국가들로부터 생태계 교란종으로 지정받는 중이다. 굽은 칼을 닮은 생김새로 인해 민간이나 수족관에서는 관상어로서 인기가 있다.